# Ohe (Naturschutzgebiet)
Die Ohe ist ein Naturschutzgebiet in den niedersächsischen Gemeinden Lorup in der Samtgemeinde Werlte und Breddenberg, Esterwegen und Hilkenbrook in der Samtgemeinde Nordhümmling im Landkreis Emsland sowie in der Stadt Friesoythe im Landkreis Cloppenburg.
Das Naturschutzgebiet mit dem Kennzeichen NSG WE 300 ist 37,59 Hektar groß. Das 22,68 Hektar große, gleichnamige FFH-Gebiet ist vollständig Bestandteil des Naturschutzgebietes. Das Gebiet steht seit dem 26. April 2018 unter Naturschutz. Zuständige untere Naturschutzbehörde sind die Landkreise Emsland und Cloppenburg.
Das Naturschutzgebiet liegt westlich von Friesoythe in etwas zwischen Neuscharrel und Lorup. Es stellt auf rund 14 km Länge den Mittel- und Unterlauf der Ohe mit ihren Uferrandstreifen unter Schutz. Südöstlich von Esterwegen ist eine Grünlandfläche in das Naturschutzgebiet einbezogen.
Die Ohe ist auf der gesamten Strecke im Schutzgebiet ausgebaut, mäandriert aber mäßig durch die Niederung. Im Gewässerlauf sind großflächig emerse und submerse Pflanzenbestände zu finden. Die Ohe ist hier der einzig bekannte Lebensraum des Schlammpeitzgers im Naturraum.
Die Ohe ist fast vollständig von landwirtschaftlichen Nutzflächen umgeben. Sie wird nur stellenweise von einzelnen Gehölzen oder kleinen Gehölzgruppen begleitet. Vereinzelt grenzen kleine Wälder an das Schutzgebiet.